# Sturges Bourne Islands
Sturges Bourne Islands är öar i Kanada.   De ligger i territoriet Nunavut, i den östra delen av landet, 2 300 km norr om huvudstaden Ottawa. Arean är 9,3 kvadratkilometer.
Terrängen på Sturges Bourne Islands är mycket platt. Öns högsta punkt är 45 meter över havet. Den sträcker sig 5,8 kilometer i nord-sydlig riktning, och 3,7 kilometer i öst-västlig riktning.
Trakten runt Sturges Bourne Islands består i huvudsak av gräsmarker.